# Харазов Валерій Інокентійович
Валерій Інокентійович Харазов (1 листопада 1918, місто Томськ, тепер Російська Федерація — 2 серпня 2013, місто Москва) — радянський діяч, 2-й секретар ЦК КП Литви. Член Бюро ЦК КП Литви в 1967—1978 роках. Член Центральної Ревізійної Комісії КПРС у 1971—1976 роках. Кандидат у члени ЦК КПРС у 1976—1981 роках. Депутат Верховної ради Литовської РСР. Депутат Верховної Ради СРСР 8—9-го скликань.

## Життєпис
У 1936 році закінчив середню школу в місті Воронежі.
У 1936—1940 роках — студент Московського авіаційного інституту.
У 1940—1946 роках — конструктор, технолог, старший майстер на авіаційних заводах в Казані та Москві.
Член ВКП(б) з 1944 року.
У 1945 році закінчив заочно Московський авіаційний інститут, інженер-авіабудівник.
У 1946—1949 роках — заступник секретаря заводського комітету ВЛКСМ; 1-й секретар Сталінського районного комітету ВЛКСМ міста Москви.
У 1949—1951 роках — секретар Московського міського комітету ВЛКСМ.
У 1951—1954 роках — секретар Первомайського районного комітету ВКП(б) міста Москви.
У 1954—1955 роках — секретар Алма-Атинського міського комітету КП Казахстану.
У 1955—1956 роках — секретар Гур'євського обласного комітету КП Казахстану.
У 1956—1961 роках — секретар Павлодарського обласного комітету КП Казахстану.
У 1961—1967 роках — інструктор відділу ЦК КПРС, інспектор ЦК КПРС.
13 квітня 1967 — 11 грудня 1978 року — 2-й секретар ЦК КП Литви.
На початку червня 1978 року був керівником першої групи радянських партійних радників в Афганістані. Зустрічався з Таракі, Бабраком Кармалем та іншими діячами Афганістану.
З грудня 1978 по 1985 рік — 1-й заступник голови Комітету народного контролю Російської РФСР.
З 1985 року — персональний пенсіонер союзного значення в Москві. 
Помер 2 серпня 2013 року. Похований на Троєкуровському цвинтарі Москви.

## Нагороди і звання
- орден Леніна (28.10.1948)
- орден Трудового Червоного Прапора (31.10.1968)
- орден «Знак Пошани»  (31.10.1978)
- медалі